# Роллін-Рівер
Роллін-Рівер (англ. Rolling River 67) — індіанська резервація в Канаді, у провінції Манітоба, у межах муніципалітету Гаррісон-Парк.

## Населення
За даними перепису 2016 року, індіанська резервація нараховувала 346 осіб, показавши зростання на 0,9%, порівняно з 2011-м роком. Середня густина населення становила 6,7 осіб/км².
З офіційних мов обидвома одночасно володіли 10 жителів, тільки англійською — 340. Усього 80 осіб вважали рідною мовою не одну з офіційних, з них усі — одну з корінних мов.
Працездатне населення становило 62,5% усього населення, рівень безробіття — 33,3%.

## Клімат
Середня річна температура становить 0,8°C, середня максимальна – 22,1°C, а середня мінімальна – -25,5°C. Середня річна кількість опадів – 488 мм.
| Клімат поселення                              | Клімат поселення | Клімат поселення | Клімат поселення | Клімат поселення | Клімат поселення | Клімат поселення | Клімат поселення | Клімат поселення | Клімат поселення | Клімат поселення | Клімат поселення | Клімат поселення | Клімат поселення |
| Показник                                      | Січ.             | Лют.             | Бер.             | Квіт.            | Трав.            | Черв.            | Лип.             | Серп.            | Вер.             | Жовт.            | Лист.            | Груд.            |                  |
| Середній максимум, °C                         | −13,13           | −8,93            | −2,39            | 7,51             | 15,63            | 21,40            | 22,10            | 21,04            | 15,50            | 8,64             | −1,66            | −10,85           |                  |
| Середня температура, °C                       | −19,3            | −15,1            | −8,57            | 1,33             | 9,48             | 15,20            | 17,35            | 16,31            | 10,78            | 3,91             | −6,4             | −15,6            |                  |
| Середній мінімум, °C                          | −25,47           | −21,28           | −14,72           | −4,82            | 3,30             | 9,03             | 12,62            | 11,58            | 6,05             | −0,82            | −11,12           | −20,3            |                  |
| Норма опадів, мм                              | 22               | 16               | 26               | 25               | 57               | 79               | 75               | 63               | 49               | 32               | 21               | 23               |                  |
| Середньомісячна швидкість вітру, м/с          | 3.90             | 3.90             | 4.00             | 4.20             | 4.40             | 4.00             | 3.50             | 3.60             | 4.00             | 4.22             | 4.10             | 3.90             |                  |
| Середньомісячна сонячна радіація, кДж/м²·день | 4050             | 7325             | 12714            | 17140            | 20188            | 21288            | 21851            | 18454            | 12770            | 7671             | 4075             | 3096             |                  |
| --------------------------------------------- | ---------------- | ---------------- | ---------------- | ---------------- | ---------------- | ---------------- | ---------------- | ---------------- | ---------------- | ---------------- | ---------------- | ---------------- | ---------------- |
| Джерело:                                      |                  |                  |                  |                  |                  |                  |                  |                  |                  |                  |                  |                  |                  |